# Penningtrav
Penningtrav (Peltaria alliacea) är en korsblommig växtart som beskrevs av Nikolaus Joseph von Jacquin. Enligt Catalogue of Life ingår Penningtrav i släktet penningtravar och familjen korsblommiga växter, men enligt Dyntaxa är tillhörigheten istället släktet penningtravar och familjen korsblommiga växter. Arten förekommer tillfälligt i Sverige, men reproducerar sig inte. Inga underarter finns listade i Catalogue of Life.

## Bildgalleri

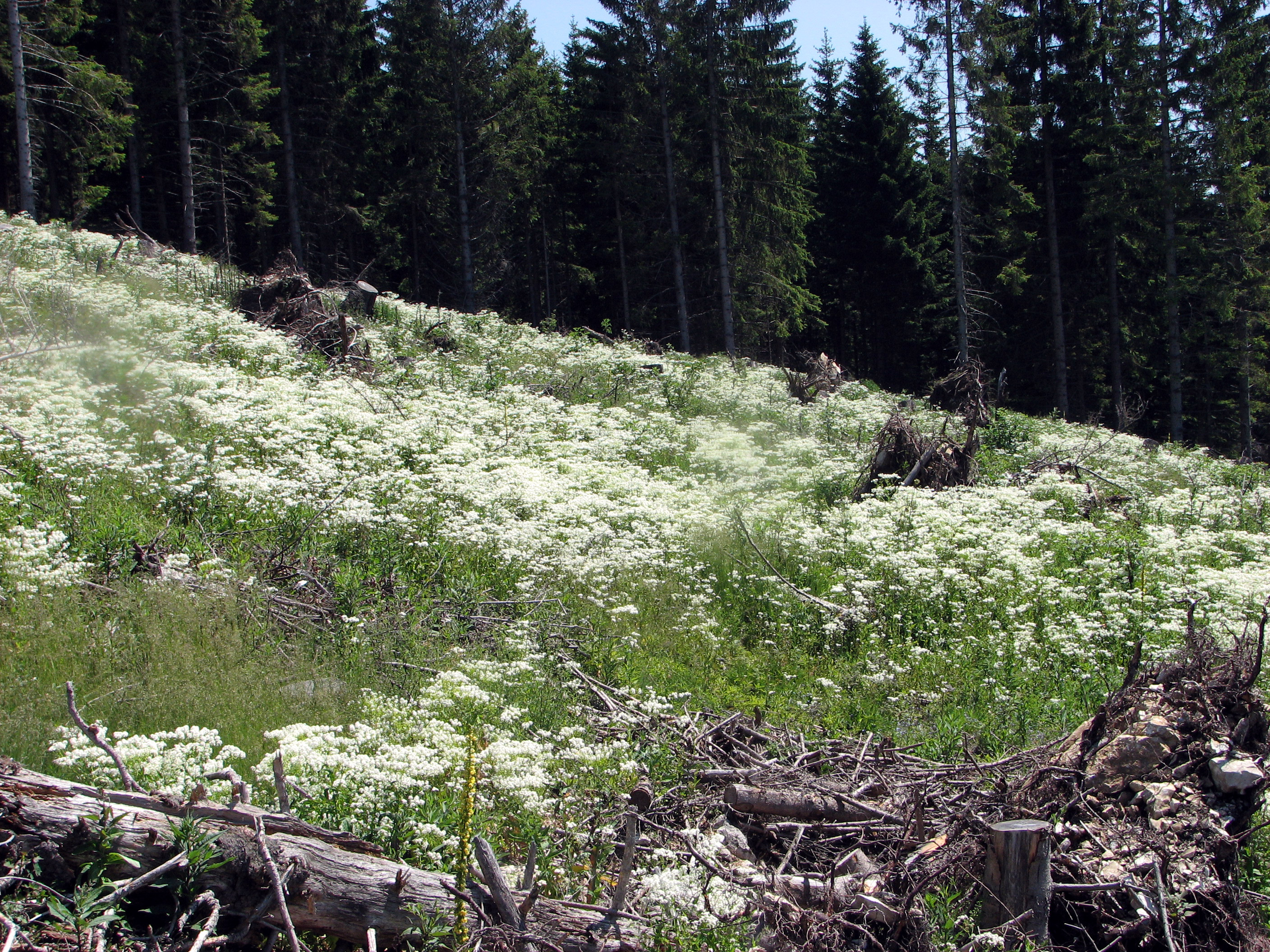
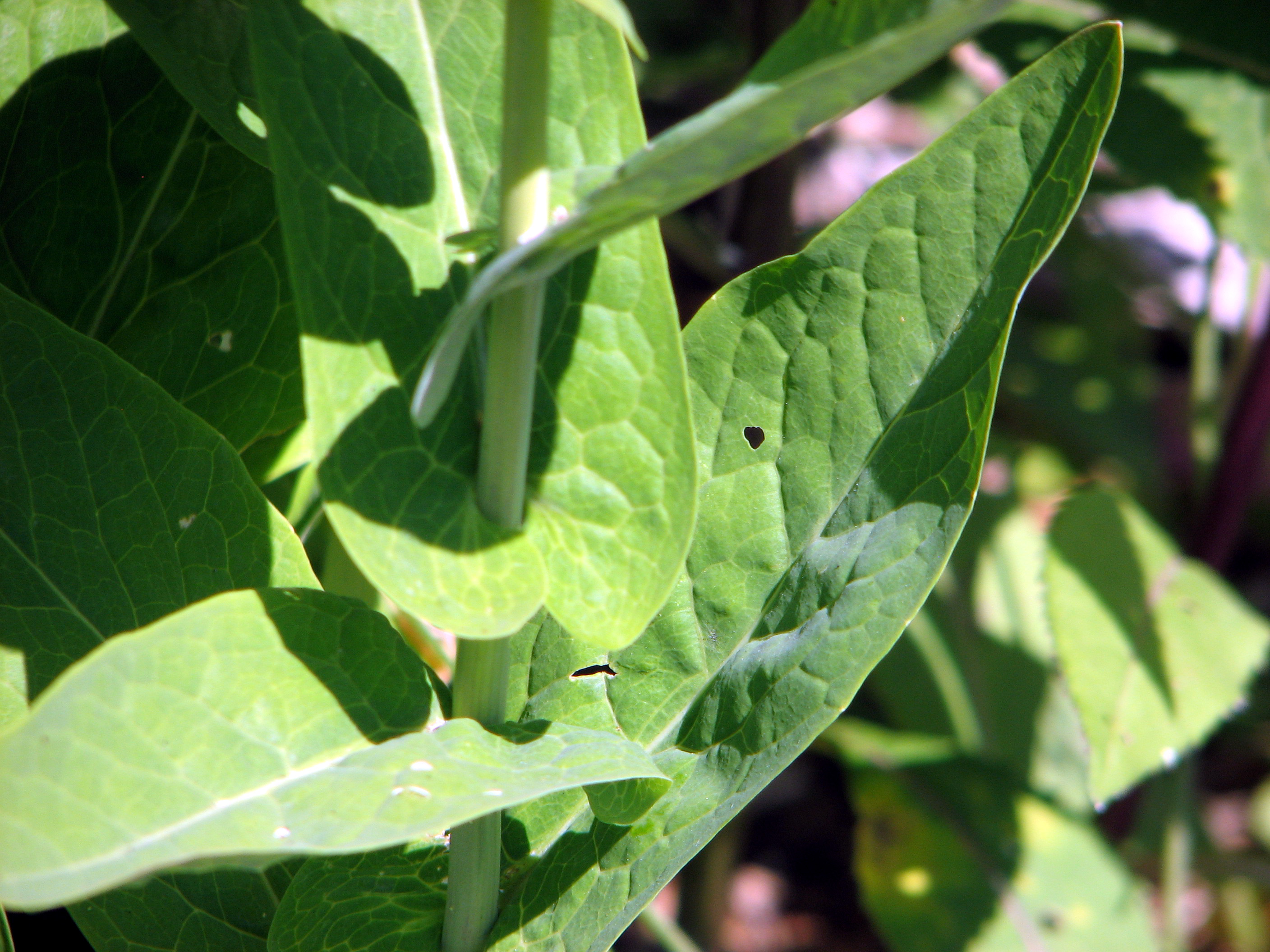
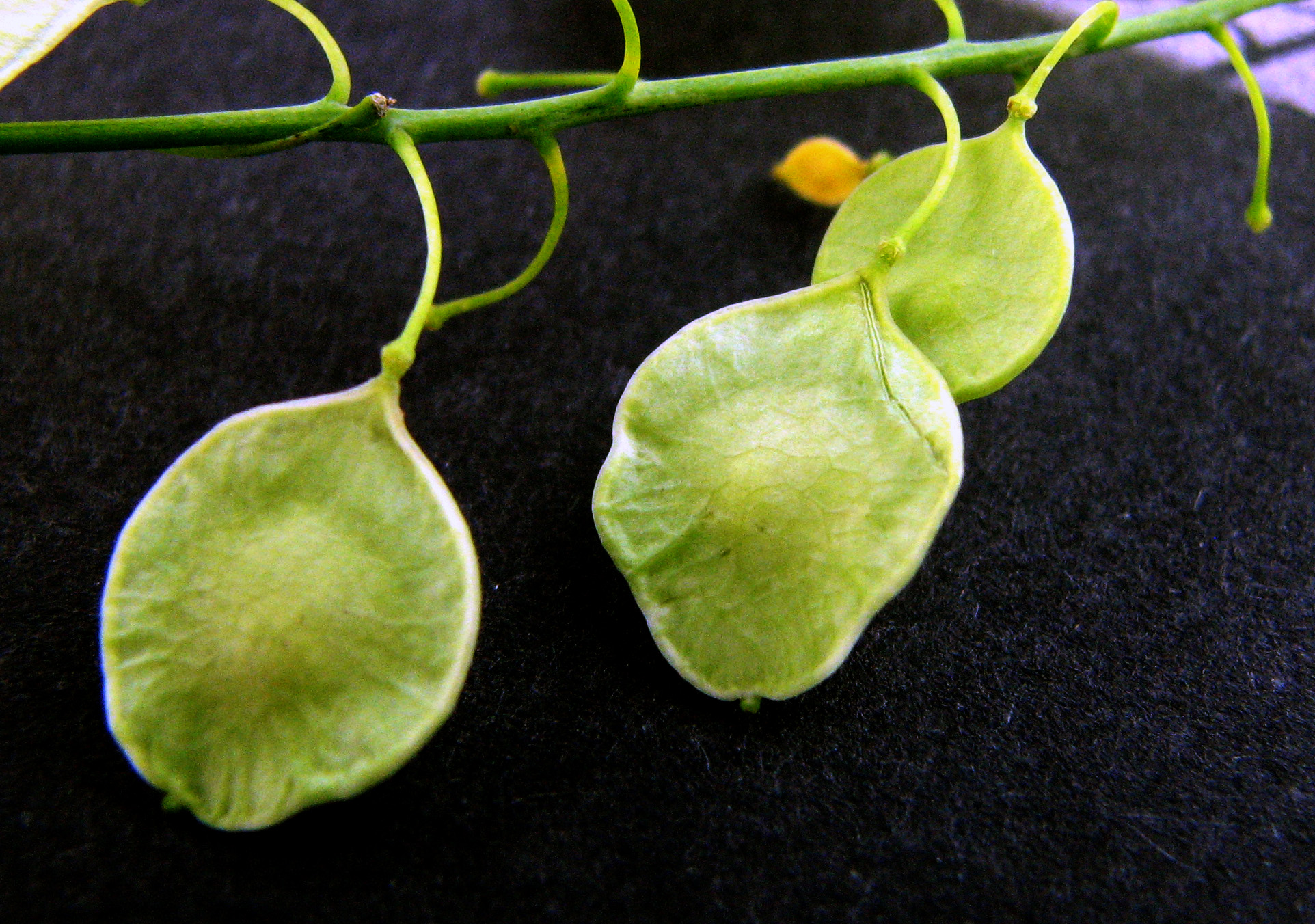
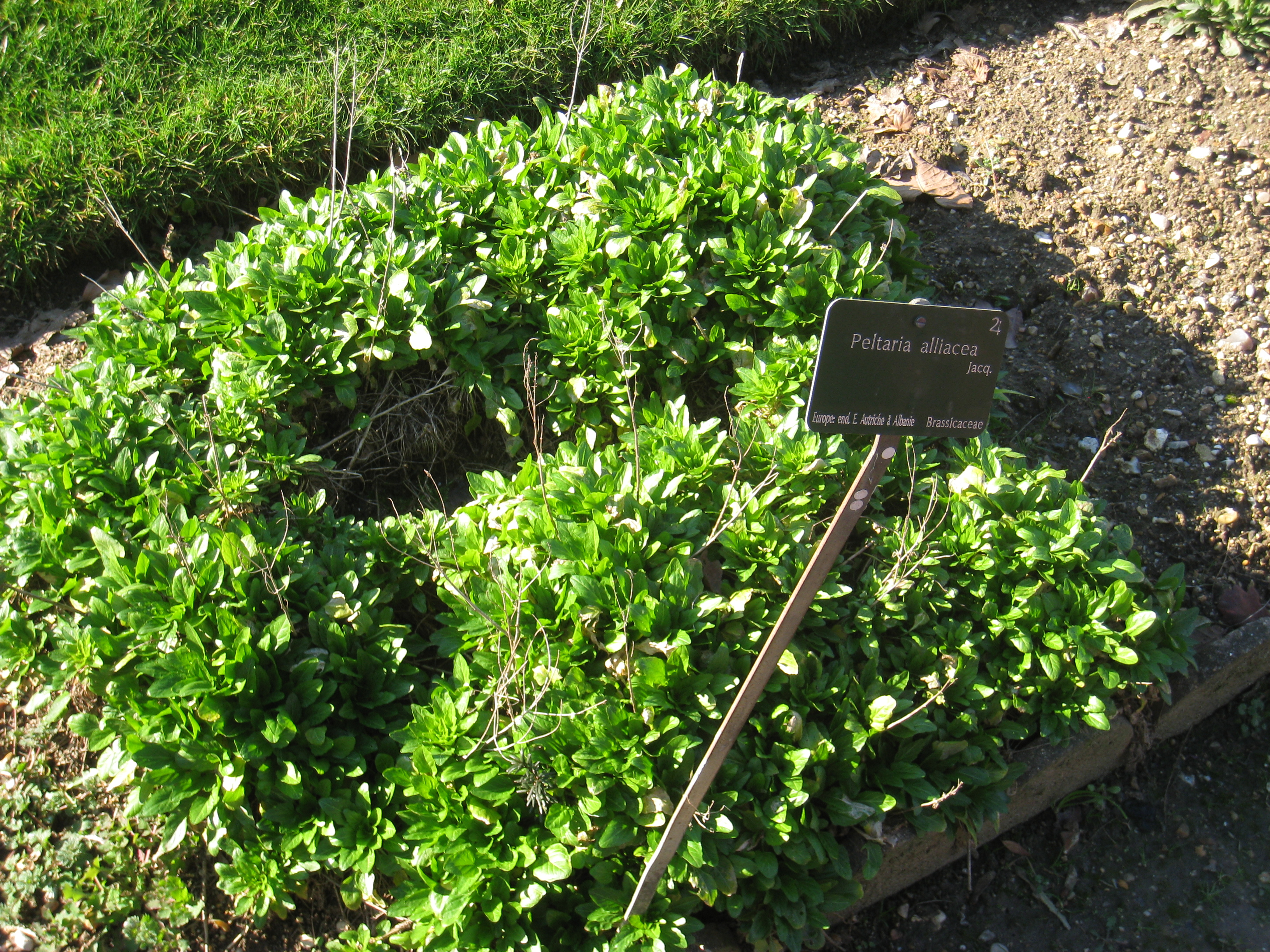
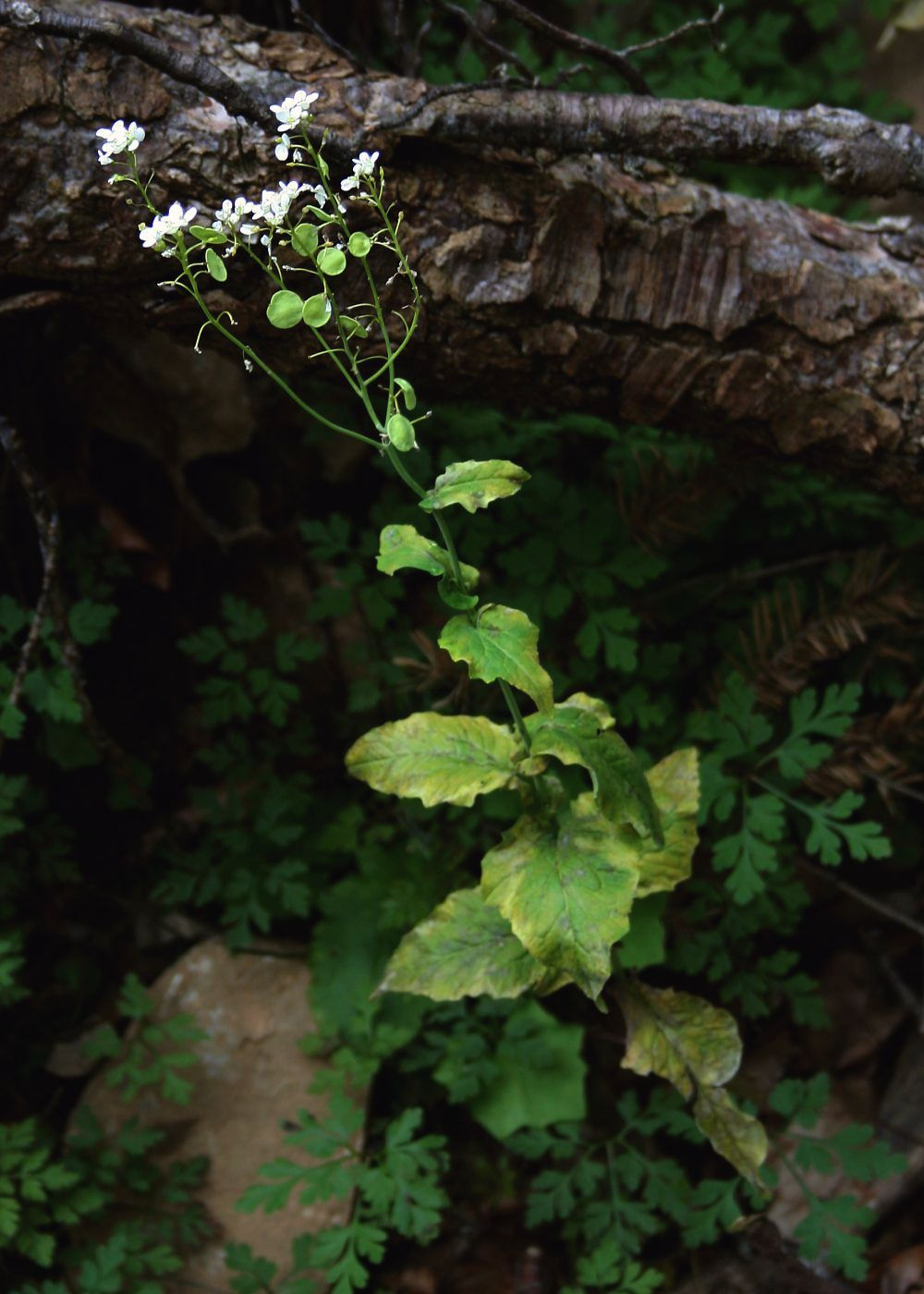
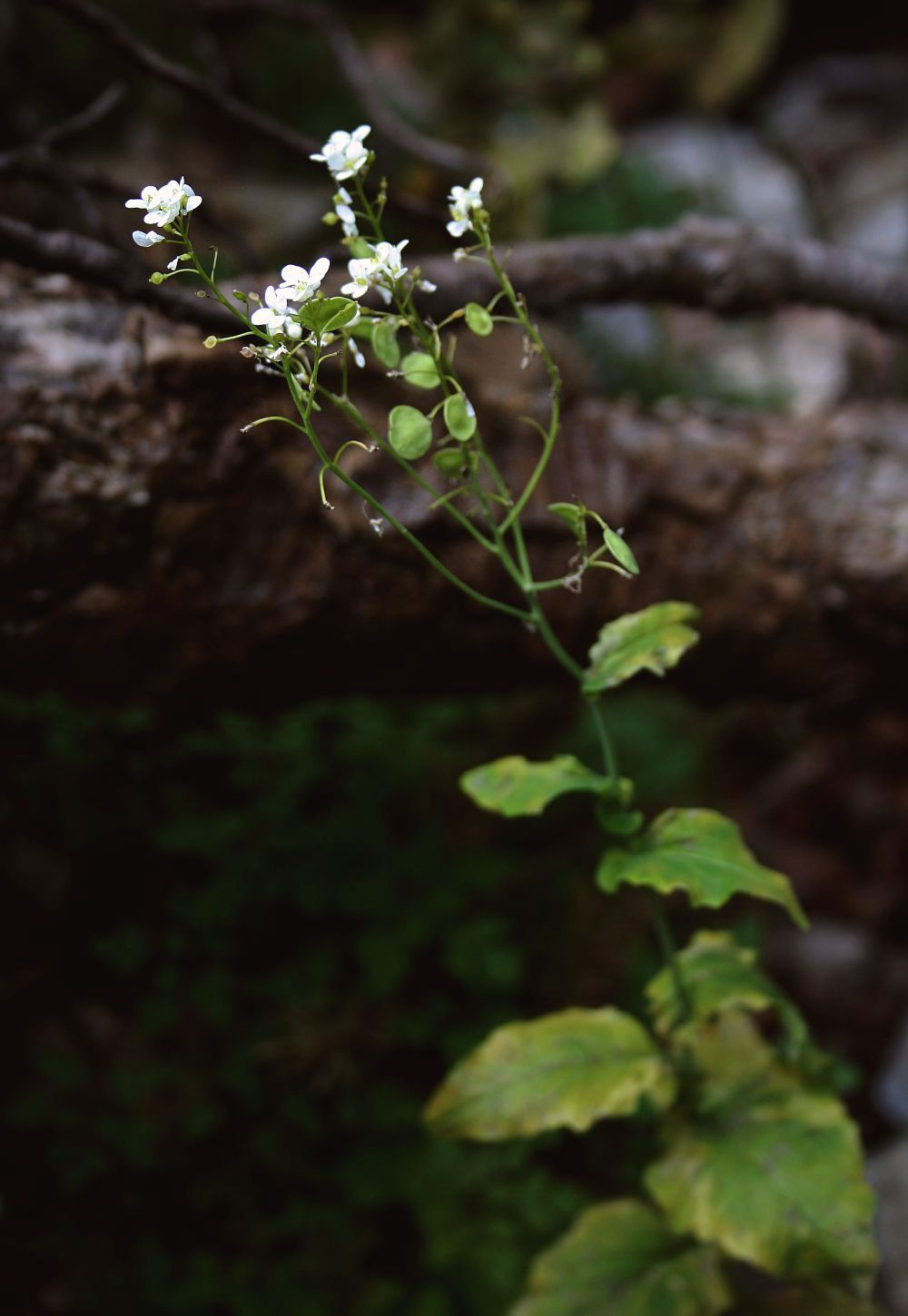